# برگ پیچ دستیتوتا
برگ پیچ دستیتوتا (نام علمی: Aethes destituta) نام یک گونه از زیرخانواده برگ‌پیچیان است. این گونه از برگ پیچان توسط رازووسکی در سال ۱۹۸۳ کشف شده‌است این گونه بوم زاد ایران است.